# Werth (Familienname)
Werth ist ein deutscher Familienname.

## Namensträger
- Adolf Werth (1839–1915), deutscher Fabrikant und Heimatforscher
- Albertus Werth (1888–1948), südafrikanischer Politiker
- Alexander Werth (Admiral) (1879–1942), deutscher Vizeadmiral
- Alexander Werth (Journalist) (1901–1969), britischer Journalist und Historiker
- Alexander Werth (Jurist) (1908–1973), deutscher Jurist, Staatsbeamter und Fabrikant
- Alexander Werth (Germanist) (* 1979), deutscher Sprachwissenschaftler
- Barry Werth (* 1952), US-amerikanischer Journalist und Autor
- Benno Werth (1929–2015), deutscher Bildhauer, Designer, Maler und Hochschullehrer
- Edmund von Werth (um 1232–1292), Bischof von Kurland
- Elsa Werth (* 1985), französische Künstlerin
- Emil Werth (1869–1958), deutscher Botaniker, Ethnologe, Geograph und Agrarwissenschaftler
- Eva-Maria Werth (* 1937), deutsche Schauspielerin und Synchronsprecherin
- Franceska Werth (* 1968), deutsche Juristin und Richterin am Bundesfinanzhof
- German Werth (1937–2000), deutscher Rundfunkjournalist und Historiker
- Gertrud Werth (1898–1990), deutsche Politikerin (SPD), MdA Berlin
- Henrik Werth (1881–1952), ungarischer Offizier
- Herbert Müller-Werth (1900–1983), deutscher Historiker, Archivar und Redakteur
- Hildegard Werth (* 1950), deutsche Fernsehjournalistin und Autorin
- Inge Werth (* 1939), deutsche Fotografin
- Isabell Werth (* 1969), deutsche Dressurreiterin
- Jennifer Werth (* 1989), deutsche Fußballspielerin
- Johann von Werth (1591–1652), deutscher Reitergeneral
- Johann Peter Werth (1876–1960), deutscher Maler, Grafiker und Illustrator
- Joseph Werth (* 1952), russischer Geistlicher, Bischof in Sibirien
- Jürgen Werth (* 1951), deutscher Journalist und Liedermacher
- Konrad Müller-Werth (1899–1969), deutscher Mediziner
- Kurt Werth (Grafiker) (1896–1983), deutsch-amerikanischer Maler und Grafiker
- Léon Werth (1878–1955), französischer Schriftsteller und Kunstkritiker
- Letizia Werth (* 1974), italienische bildende Künstlerin
- Lilli Kerzinger-Werth (1897–1971), italienische Malerin
- Lioba Werth (* 1972), deutsche Psychologin
- Mathias Werth (* 1958), deutscher Fernsehjournalist
- Nicolas Werth (* 1950), französischer Historiker
- Otto Werth (1851–1920), deutscher Jurist und Politiker
- Paul Werth (1912–1977), deutscher Maler
- Peter Werth (1867–1925), deutscher Werftbesitzer und Bühnenautor, siehe Julius Caesar Stülcken
- Peter Werth (Geistlicher) (1900–1991), deutscher katholischer Geistlicher und Domkapitular
- Reinhard Werth (* 1947), deutscher Neuropsychologe
- Richard Werth (1850–1918), deutscher Mediziner
- Rosa Franzelin-Werth (* 1940), Südtiroler Politikerin
- Sabine Werth (* 1957), deutsche Sozialpädagogin
- Siegfried Werth (1907–1982), deutscher Unternehmer, Gründer von Werth Messtechnik
- Wilhelm Werth (1913–1975), deutscher Politiker (SPD)
- Wolf Werth (* 1942), deutscher Musikjournalist
- Wolfgang Werth (* 1937), deutscher Literaturkritiker